# Alloa
Alloa är en rådsområdeshuvudort i Storbritannien.   Den ligger i kommunen Clackmannanshire och riksdelen Skottland, i den norra delen av landet, 600 km norr om huvudstaden London. Alloa ligger 22 meter över havet och antalet invånare är 18 885.
Terrängen runt Alloa är platt söderut, men norrut är den kuperad.Runt Alloa är det ganska tätbefolkat, med 134 invånare per kvadratkilometer. Närmaste större samhälle är Stirling, 9,1 km väster om Alloa. I omgivningarna runt Alloa växer i huvudsak blandskog.